# 埃格伯特山
埃格伯特山（英語：Mount Egbert）是南極洲的山峰，位於斯蒂芬森山東南方15公里，海拔高度2,850米。埃格伯特山是亞歷山大一世島第二高峰，僅次於斯蒂芬森山。山峰最早在1909年被讓-巴蒂斯特·夏古領導的法國探險隊發現，但是當時由於無法與亞歷山大一世島分辨而沒有提出命名。之後1948年時由福克蘭群島出發的英國南極探險隊前往該島調查時，才首先以英格蘭國王愛格伯特命名。

## 外部連結
- （英文） Mount Egbert

69°57′S 69°37′W / 69.950°S 69.617°W